# Pardus (Linux-Distribution)
Pardus ist eine freie Linux-Distribution, die im Zuge des Pardus-Projekts in der Türkei entwickelt wurde. Das Open-Source-Projekt wurde im September 2003 gegründet und wird vom Nationalen Forschungsinstitut für Elektronik und Kryptologie (UEKAE) als eigenständige Linux-Distribution entwickelt und finanziert; Pardus ist damit kein Derivat.
Der Projektname leitet sich aus der wissenschaftlichen Bezeichnung des anatolischen Leoparden (Panthera pardus) ab.
Pardus setzt den Schwerpunkt auf Benutzerfreundlichkeit und Stabilität und will so sicherstellen, dass Pardus flächendeckend in der Türkei eingesetzt wird. Neben dem Einsatz in öffentlichen Institutionen, Organisationen und Behörden soll Pardus insbesondere auch in privaten Haushalten verbreitet werden. Erreicht werden soll dies unter anderem durch eine breite Hardwareunterstützung sowie die gezielte Entwicklung graphischer Komponenten, Programme und Werkzeuge, um Konsoleneingaben weitgehend umgehen zu können.

## Entwickler
Pardus wird in der Türkei vom Nationalen Forschungsinstitut für Elektronik und Kryptologie (UEKAE) entwickelt. Diese Einrichtung ist dem türkischen Wissenschafts- und Technologieforschungsamt TÜBİTAK unterstellt. Im Jahre 2006 arbeiteten an Pardus 15 Entwickler und eine nicht genau bekannte Anzahl von Freiwilligen. Bis zum Jahre 2012 sollte die Anzahl der Entwickler auf etwa 50 angehoben werden.
Türkische Studenten haben zudem die Möglichkeit, ein Praktikum beim Pardus-Projekt zu absolvieren.

## Ziele
Laut dem Projektkoordinator Erkan Tekman startete man das Pardus-Projekt im Jahre 2003, um die Sicherheit der eingesetzten Rechner u. a. auf Gebieten wie beim Nachrichtendienst und der Armee sicherzustellen. Um dies zu gewährleisten, musste sichergestellt werden, dass der Quellcode offensteht und frei modifizierbar ist.
Die Kosteneinsparung durch Verwendung eines eigens entwickelten Betriebssystems basierend auf Linux spielte auch eine Rolle, da Microsofts Windows-Betriebssysteme auf Rechnern der Streitkräfte und zivilen Behörden dazu führte, dass eine Menge Geld für Lizenzen ins Ausland abgeführt werden musste.

## Verbreitung
Pardus wird in einem Pilotprojekt seit April 2007 von der Zentralen Rekrutierungsbehörde der Armee (ASAL) und deren Vertretungen verwendet. Sowohl weitere Verwaltungsstrukturen der Streitkräfte als auch das türkische Verteidigungs- und Bildungsministerium beobachten die Umstellung auf Pardus der Zentralen Rekrutierungsbehörde der Armee und planen eine Umstellung. Parallel hierzu wird das Bildungsministerium noch in diesem Jahr Pardus an vereinzelten Schulen einführen.
Pardus wird vom Hohen Rundfunk- und Fernsehrat der Türkei zur Archivierung, Verwaltung und Analyse des gesendeten Programminhalts von 210 nationalen Fernsehkanälen und 860 nationalen Radiostationen verwendet.
Der Vertreter des Gesundheitsministeriums für die Provinz Manisa erarbeiteten 2007 einen Fahrplan für die Implementierung des e-Gesundheit-Projekts basierend auf Pardus. Durch das Projekt werden Patienten, Ärzte und Apotheker eine zentrale Zugriffsdatei erhalten. Diese beinhaltet beispielsweise die Krankheitsvergangenheit des Patienten, aber auch die Möglichkeit, die Medikamentenrezepte für den Patienten online zu bezahlen.
In erster Etappe wurden 360 Rechner an zwei Zentralservern angeschlossen und bisher die Daten von einer Million Patienten erfasst. In der nächsten Etappe werden die Provinzen Antalya, Bursa, Hatay und Eskişehir ans e-Gesundheitssystem angeschlossen.
Pardus 2007 wurde bisher (Stand: 1. Februar 2007) 120.000-mal von der Projekt-Website heruntergeladen. Dies entspricht einer Zunahme von 300 % gegenüber der Version 1.0. Rechnet man den Datenverkehr von Universitäten wie der Bilgi-Universität Istanbul und anderen hinzu, die Pardus ebenfalls hosten, wurde die Version Pardus 2007 über 200.000-mal heruntergeladen. Pardus 2007 wurde zudem an Computer-Zeitschriften, die sich an der Verbreitungskampagne beteiligen in einer Auflage von 120.000 CDs verteilt. Die Vertretung der Kammer der Elektroingenieure in Ankara verteilt zusätzlich 10.000 Pardus-2007-CDs.

## Versionen

### Versionsgeschichte
Pardus 1.0

Die Erstversion, Pardus 1.0, wurde am 26. Dezember 2005 veröffentlicht, enthielt unter anderem den Linux-Kernel 2.6.14 sowie KDE 3.5 und unterstützte die englische und türkische Sprache. Die Pardus-Live-CD war das erste Produkt des Pardus-Projekts.
Pardus 2007

Nachdem im Jahre 2006 mehrere Alpha-Versionen unter dem Versionsnamen Pardus 1.1 vorgestellt wurden, folgte am 18. Dezember 2006 die Veröffentlichung von Pardus 2007.
Pardus 2007.1

Am 16. März 2007 wurde Pardus 2007.1 Felis chaus veröffentlicht. Mit Ausnahme der Major Releases (Pardus 2007, 2008, 2009 und 2011) erhalten seit Pardus 2007.1 sämtliche Versionen den Beinamen einer in Anatolien (ehemals) verbreiteten Tierart.
Pardus 2007.2

Pardus 2007.2 Caracal caracal wurde am 11. Juli 2007 veröffentlicht.
Pardus 2007.3

Die Version Pardus 2007.3 Lynx lynx wurde am 19. November 2007 veröffentlicht und nutzte den Linux-Kernel 2.6.18, KDE 3.5.8, OpenOffice.org in der Version 2.3, Internet-Anwendungen (Browser, E-Mail, Instant Messaging etc.), Multimedia- und Grafikanwendungen (Video, Musik, Bilder etc.), Spiele und vieles mehr. Diese Version gab es als Installations-CD (Kurulan) und als Live-CD (Calisan).
Pardus 2008

Die Veröffentlichung von Pardus 2008 verzögerte sich mehrmals und erfolgte schließlich am 27. Juni 2008. Auch in den folgenden Versionen wurden Verzögerungen des Rahmenterminplans bewusst in Kauf genommen, um in jeder Version die gestellten Entwicklungsziele einhalten und die Stabilität gewährleisten zu können.
Pardus 2008.1

Die Version Pardus 2008.1 Hyaena hyaena wurde am 15. September 2008 veröffentlicht. In dieser Version kam der Linux-Kernel 2.6.25.16 mit erweiterter Hardware-Unterstützung zum Einsatz, mit Mozilla Firefox 3.0.1, KDE 3.5.10 und KDE 4.1.1 als Live-CD, OpenOffice.org in der Version 2.4.1, einem verbesserten Netzwerk-Manager mit Ad-hoc-Modus- und 802.1x-WLAN-Unterstützung.
Pardus 2008.2

Die Version Pardus 2008.2 Canis aureus wurde am 30. Januar 2009 veröffentlicht. Trotz der verzögerten Fertigstellung (im neuen Kalenderjahr) entschied man sich, die ursprünglich geplante Bezeichnung 2008.2 beizubehalten. In dieser Version kommt der Linux-Kernel 2.6.25.20 mit erweiterter Hardware-Unterstützung zum Einsatz. Als Desktopumgebung dient wahlweise KDE 3.5.10 oder das wenige Tage zuvor erschienene KDE 4.2.0. Die Software wurde mit Mozilla Firefox 3.0.5, OpenOffice.org in der Version 2.4.1, einem weiterhin verbesserten Netzwerk-Manager und neuen Hardware-Treibern aktualisiert. Pardus 2008.2 gibt es in vier Versionen. Zwei Versionen, die sich für die direkte Installation eignen: eine englische und türkische mit zusätzlichen Entwicklerwerkzeugen und eine internationale, die alle 11 Sprachen unterstützt; dazu noch zwei Live-CDs, die entweder KDE 3 oder KDE 4 als Standardoberfläche anbieten.
Pardus 2009

Am 17. Juli 2009 wurde Pardus 2009 mit dem Linux-Kernel 2.6.30.1 und KDE 4.2.4 veröffentlicht. Des Weiteren bringt diese Version den Mozilla Firefox 3.5.1, OpenOffice.org 3.1 und viele andere Aktualisierungen mit sich. Als Dateisystem kann jetzt auch ext4 verwendet werden. Wie schon in der Vorgängerversion, gibt es wieder eine türkische und eine internationale Version mit elf Sprachen.
Pardus 2009.1

Pardus 2009.1 Anthropoides virgo wurde am 15. Januar 2010 veröffentlicht.
Pardus 2009.2

Am Freitag, den 4. Juni 2010, wurde Pardus 2009.2 Geronticus eremita veröffentlicht. Aktualisierte Pakete sind unter anderem KDE 4.4.4, Qt 4.6.2, Python 2.6.5, OpenOffice.org Office Suite 3.2.1.3, Firefox Web Browser 3.6.3, Thunderbird 3.0.4, Gimp 2.6.8 und Linux-Kernel 2.6.31.13.
Pardus 2011

Diese Version wurde am 20. Januar 2011 veröffentlicht. Damit wurden erstmals auch 64-Bit-Prozessoren unterstützt.
Ebenfalls neu war die Unterstützung der russischen und ungarischen Sprache. Nicht mehr unterstützt werden die Sprachen katalanisch, polnisch und portugiesisch.
Zu den weiteren Neuerungen und vorinstallierten Standardanwendungen zählten u. a.: Linux-Kernel 2.6.37, KDE SC 4.5.5, Logical Volume Manager (LVM), GNOME NetworkManager 0.8.2, LibreOffice 3.3.0, Mozilla Firefox 4.0 Beta9, Clementine 0.6.
Mit dem Versionssprung von Pardus 2009.2 auf Pardus 2011 stimmten Veröffentlichungsdatum und Versionsbezeichnung wieder begrifflich überein.
Pardus 2011.1

Pardus 2011.1 Dama dama wurde am 12. Juli 2011 veröffentlicht.
In dieser Version wurden einige Bugs gefixt und zahlreiche Pakete aktualisiert bzw. ergänzt. Zu den Basiskomponenten gehören Linux-Kernel 2.6.37.6, KDE SC 4.6.5, Libre Office 3.4.1.3, Mozilla Firefox 5.0, Xorg 1.9.5, Gimp 2.6.11, Python 2.7.1, GCC 4.5.3 und Glibc 2.12.
Pardus 2011.2

Pardus 2011.2 Cervus elaphus wurde am 19. September 2011 vorgestellt und beinhaltet unter anderem sicherheitskritische Updates und weitere Aktualisierungen wie z. B.:
NetworkManager 0.8.5.91, ModemManager 0.5, cups 1.4.8, LibreOffice 3.4.3.
Pardus 2011.2 wurde (wie auch schon Pardus 2011 und 2011.1) in vier Versionen angeboten:
- Installations-DVD Pardus 2011.2 32 Bit
- Installations-DVD Pardus 2011.2 64 Bit
- Live-DVD Pardus 2011.2 32 Bit
- Live-DVD Pardus 2011.2 64 Bit

Die Live-DVDs enthalten keine Installationsroutine.
Pardus 2013

Die erste Version, die auf den Paketquellen Debians basiert. TÜBİTAK-ULAKBİM kündigte an, dass Pardus zu Debian gezogen sei und nun somit auf Debian basiere.

### Aktuelle Version und Ausblick
Am 27. Januar 2012 wurde in der offiziellen Mailingliste der Pardus Entwickler das End of life der Pardus 2011 Familie bekannt gegeben; von offizieller Seite erfolgen keine Updates mehr. Einzelne Softwarepakete für Pardus 2011.2 werden von freiwilligen Unterstützern, darunter auch die deutschsprachige Pardus Community PardusUser, aktualisiert.
Im Januar 2012 wurde angekündigt, dass der Community-Zweig des türkischen Staats-Linux Pardus eingestellt wird, in Zukunft gibt es die Distribution nur noch in einer Version für Behörden und Unternehmen. Nachfolger der Pardus-Variante für Privatanwender ist der Fork Pisi Linux.

### Weitere Versionen

#### Pardus Corporate
Die sogenannte Corporate Version wurde speziell auf die Bedürfnisse von Unternehmen und öffentlichen Einrichtungen zugeschnitten. So handelt es sich um eine auf Stabilität und längerfristigen Support (auf 4 Jahre) ausgelegte Distribution, die jedoch im Vergleich zur „normalen“ Pardus-Version, die sich vor allem für den privaten Einsatz eignet, eine geringere Auswahl an Software, Bibliotheken und Einstellungsmöglichkeiten mitbringt.
Die am 16. Februar 2011 veröffentlichte Version Pardus Corporate 2 enthält unter anderem Linux-Kernel 2.6.35.11, KDE 3.5.10, Mozilla Firefox 3.6.13, LibreOffice 3.3.1.1, Xorg 1.7.7, Gimp 2.6.11 und Python 2.6.5.
Auch für Pardus Corporate 2 stehen jeweils ein 32- und 64-Bit-System als Live- und als Installations-Image zum Download zur Verfügung.

#### Alternative Desktop-Umgebungen
Im Frühjahr 2011 wurden unter dem Namen Comak Pläne für weitere Versionen von Pardus Linux mit alternativen Desktop-Umgebungen bekannt; inzwischen wurden erste Beta-Versionen veröffentlicht. Unter dem Namen Pardus 2011 Nusrat steht ein Linux-System mit der freien Desktop-Umgebung Xfce (Version 4.8) bereit. Pardus 2011 Falco Peregrinus ist mit dem Fenstermanager Fluxbox ausgestattet. Seit April 2011 stehen auch Beta-Versionen mit den Desktop-Umgebungen Gnome und LXDE zur Verfügung.

## Komponenten

### YALI

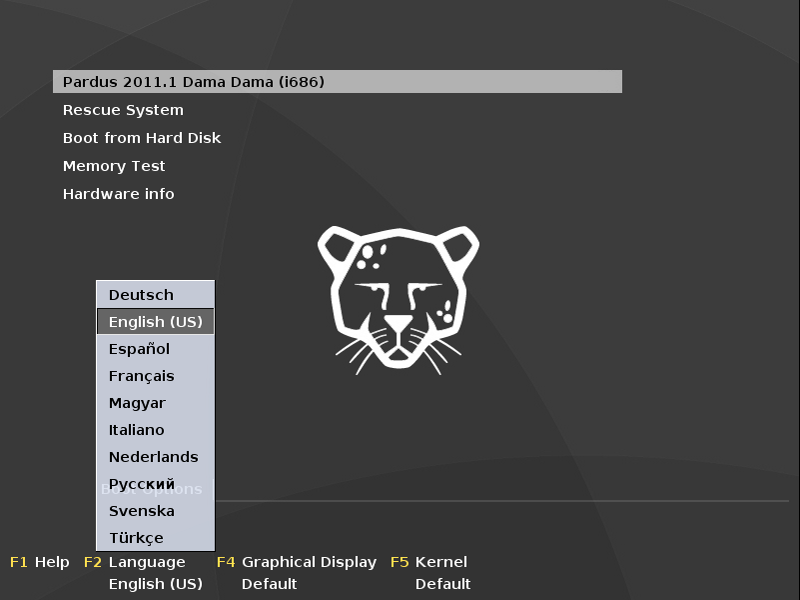
Screenshot zur Installation von Pardus 2011.1

YALI (Yet Another Linux Installer) ist der Setup-Assistent von Pardus und führt den Benutzer mittels graphischer Oberfläche einfach und schnell durch die Installation. Hier werden die Basiskonfigurationen der Pakete vorgenommen.

### Mudur
Mudur ist das Pardus-eigene Init-System, welches die root-Partition mountet, Module lädt und entsprechende Dienste initialisiert.

### Çomar
ÇOMAR (COnfiguration MAnageR) ist der Konfigurationsmanager von Pardus, mit welchem man notwendige Einstellungen unter anderem an der Hardware, dem Bootvorgang, den Netzwerken, den Benutzerkonten, den Zeit- und Ländereinstellungen und der Anzeige vornehmen kann, womit dann sicherstellt wird, dass das System ordnungsgemäß arbeitet.

### Paketverwaltung PiSi
PiSi (Packages Installed Successfully as Intended, Aussprache [pisi]) ist das Paketverwaltungssystem von Pardus. Es ist das Primärwerkzeug, um Anwendungen zu installieren, entfernen oder aktualisieren. PiSi speichert und verwaltet die Abhängigkeiten der verschiedenen Pakete, Bibliotheken und COMAR-Abläufe. Als Gründe für die Verwendung eines eigenständigen Paketverwaltungssystems werden von den Entwicklern die fehlende Einfachheit bestehender, ausgereifter Paketverwaltungssysteme, der große Aufwand, bestehende Systeme weiterzuentwickeln, sowie die angestrebte strikte Trennung von Paketspezifikationen und Installationsanweisungen aufgeführt.
Die offiziellen Depots umfassten 2011 über 4.500 Pakete für Pardus 2011; in Community Depots stehen weitere PiSi-Pakete zur Verfügung. Paketwünsche können über das Pardus Bugtracking-System geäußert werden, PiSi bietet aber auch die Möglichkeit, Programme selbst zu kompilieren.
Eigenschaften von PiSi:
- verwendet LZMA
- programmiert in Python
- kleine und effiziente Pakete
- Paketquellen in XML und Python geschrieben
- schneller Datenbankzugriff durch Einsatz der Berkeley DB
- Integration von Low-level- und High-level-Paketoperationen (Abhängigkeiten)
- Framework, um darauf Anwendungen und Werkzeuge zu entwickeln

PiSi selbst ist kommandozeilenbasiert (CLI), mit dem Paket-Manager steht auch eine entsprechende benutzerfreundliche, Qt-basierte grafische Benutzeroberfläche (GUI) zur Verfügung.
Eine umfassende, deutschsprachige Einführung zur Pardus-eigenen Paketverwaltung kann in einer Vorabversion bei der deutschen Pardus Community heruntergeladen werden.

### Kaptan

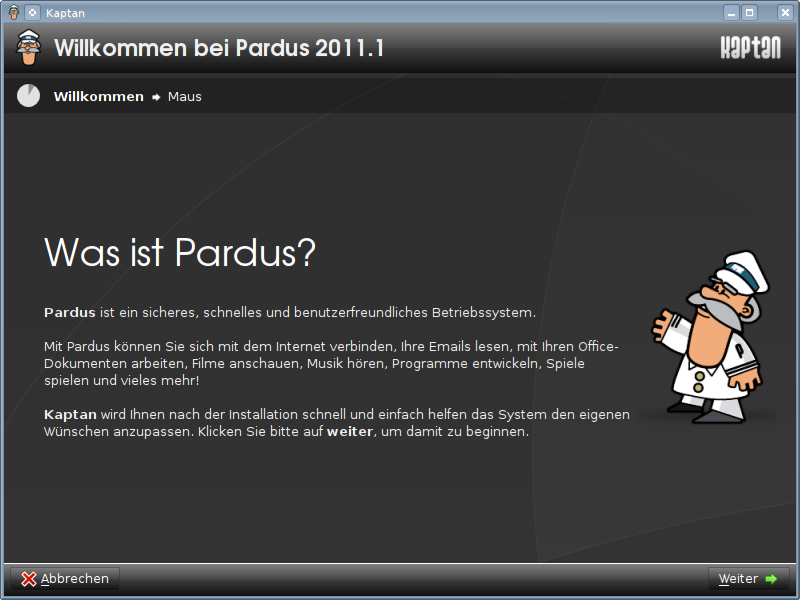
Screenshot: Kaptan zur Systemanpassung

Nach der Erstinstallation von Pardus wird der Anwender von Kaptan begrüßt und durch eine Konfiguration geführt, um erste personalisierte Einstellungen vorzunehmen und seine Vorlieben in der Bedienung (wie z. B. bevorzugte Repositories, Optik, Maus-Einstellungen und Klick-Eigenschaften) festzulegen.

### Zemberek
Zemberek wurde in Pardus integriert, um dem Benutzer Zugang zu einer türkischen Rechtschreib- und Grammatikprüfung in ihrer Textverarbeitung (OpenOffice), Text- und Chat- (Kopete), Kalender- (Kontact) und E-Mail-Software (Kmail) zu ermöglichen.

### Artikel und Berichte über Pardus Linux
- Hans-Joachim Baader: Pardus 2011.2 Eine nicht alltägliche Linux-Distribution. In: Pro-Linux.de. 13. Oktober 2011, abgerufen am 9. Januar 2012.
- Caitlyn Martin: An in-depth look at Pardus Linux 2011. In: DistroWatch Weekly, Issue 402. 25. April 2011, abgerufen am 25. April 2011 (englisch).
- Mirko Albrecht: Türkischer Honig. Pardus 2011 im Kurztest. In: LinuxUser 3/2011. 17. Februar 2011, abgerufen am 24. März 2011.
- Jim Lynch: Pardus 2011. In: Desktop Linux Reviews. 31. Januar 2011, abgerufen am 2. Februar 2011 (englisch).
- LinuxBSDos.com: Pardus 2011 review. 25. Januar 2010, abgerufen am 27. Januar 2011 (englisch).
- Dmitri Popov: Pardus 2011 Beta Review – the most exciting distro of the year? In: Linux User & Developer. 24. November 2010, abgerufen am 21. Januar 2011 (englisch).
- Susan Linton: Spotlight on Linux: Pardus Linux 2009.2. In: LINUX Journal. 14. Juli 2010, abgerufen am 21. Januar 2011 (englisch).
- Pardus, die türkische Raubkatze Bericht auf Karl-Tux-Stadt
- Pardus – ready for the major league von DesktopLinux.com (englisch, deutsche Übersetzung)
- Pardus 2008 veröffentlicht von Pro-Linux.de
- Anatolischer Leopard: Pardus 2007.3 aus der Türkei von Linux-User.de
- Pardus 2007.2 — new cat in town (englisch) von PolishLinux.org
- Pardus gives Linux a custom lift (englisch) von Linux.com
- Sulayman K. Sowe: A new kid on the block: The Turkish Pardus Linux Distribution. In: OSOR.eu Case Studies. 6. November 2008, abgerufen am 28. April 2011 (englisch).